# 波代尼諾伊鄉
45°07′N 26°10′E / 45.117°N 26.167°E
波代尼諾伊鄉（羅馬尼亞語：Comuna Podenii Noi, Prahova），是羅馬尼亞的鄉份，位於該國中南部，由普拉霍瓦縣負責管轄，面積38平方公里，海拔高度198米，2007年人口4,715，人口密度每平方公里126人。